# 名も無い花
『名も無い花』（なもないはな）は、2021年9月3日に歌手の島谷ひとみが発売した配信シングル。

## 解説
- 『LoveSong 〜My song for you〜』から配信シングルとしてアルバムリリースの前日に配信が開始された。
- 同年12月11日にはミュージックビデオが公開、ビデオは短編アニメーションとして制作され、梅木葵が学生時代に制作した「絆創交差点」とのコラボレーションとなっている[1]。声優として久保ユリカが参加[1]。
- USENランキングでTOP10入りを記録[2]。

## 収録曲
1. 名も無い花
作詞・作曲：田中亮介／編曲：YANAGIMAN・田中亮介